# 加藤忍
加藤 忍（かとう しのぶ、1973年10月22日 - ）は、日本の女優。神奈川県出身。身長は160cm。血液型はO型。グランドスラム所属。
東洋英和女学院短期大学卒業。加藤健一事務所俳優教室出身。以前はエンパシィに所属していた。

## 受賞歴
第39回紀伊國屋演劇賞個人賞、第62回文化庁芸術祭演劇部門新人賞、2007年度岡山市民劇場賞受賞。

## 出演作品

### 舞台
- 加藤健一事務所公演
  - 松ヶ浦ゴドー戒
  - 私はラッパーポートじゃないよ
  - カッコーの巣の上を
  - 千人のピエロ
  - 銀幕の向こうに
  - 煙が目にしみる
  - ラン・フォー・ユア・ワイフ
  - バッファローの月
  - ギャンブラー
  - 木の皿〜The Wooden Dish〜
  - コミック・ポテンシャル
  - エキスポ
  - ヒーロー
  - コラボレーション
  - 滝沢家の内乱
  - バカのカベ～フランス風～
  - 灯に佇む[5]
  - 黄昏の湖〜On Golden Pond〜[6]
- その他の公演
  - はぐらかされた わが幸せ
  - OUR COUNTRY'S GOOD〜我らが祖国のために〜
  - サマーハウスの夢（俳優座劇場プロデュース）
  - ブルーストッキングの女たち（地人会）
  - 花いちもんめ（自主プロデュース）
  - 椿版 天保十二年のシェイクスピア（椿組）
  - おしるし（プリエール）
  - 女たちのジハード（劇団朋友）
  - 『葵上』『弱法師』-「近代能楽集」より-[7]※弱法師にのみ出演

### テレビドラマ
- 永遠のアトム
- 愛の劇場/コスメの魔法
- 土曜時代劇 オトコマエ! 第3-4話（2008年、NHK）
- 水戸黄門 第38部 第20話「温泉芸者が結ぶ仲・修善寺」（2008年6月2日、TBS / C.A.L） - 照葉 役
- オーバー30（2009年1月5日～2月27日、CBC）- 夏木智子 役
- 刑事一代 (EX)
- 鉄道警察官 清村公三郎7
- 花嫁のれん第3シリーズ（2014年1月 - 、東海テレビ） - 西村今日子

### 映画
- 陸に上がった軍艦
- 星の国から孫ふたり（2009年） - 山崎陽子　役
- 弁天通りの人々（2009年、アルゴ・ピクチャーズ） - お龍 役

### 吹き替え

#### 女優
- ハン・ヒョジュ
  - 王になった男（王妃）※ソフト版、BSジャパン版
  - ただ君だけ（ハ・ジョンファ）
  - トンイ（トンイ）
  - 春のワルツ（パク・ウニョン）

#### 映画
- シンデレラ（アナスタシア〈ホリデイ・グレインジャー〉[8]）
- ダイ・ハード/ラスト・デイ（イリーナ〈ユーリヤ・スニギル〉）
- ディープ・アンダーカバー（ベッキー〈エマニュエル・シュリーキー〉）
- ブーリン家の姉妹（メアリー・ブーリン〈スカーレット・ヨハンソン〉）
- PROMISE（チンチャン王妃〈セシリア・チャン〉）※テレビ朝日版

#### テレビドラマ
- ER XII 緊急救命室 #4（ジュディ・アンダーソン〈ミーガン・ワード〉）
- ER XIII 緊急救命室（メイ・リー・パーク〈ジュリア・リン〉）
- ER XV 緊急救命室 #22（ジュリア・ワイス〈アレクシス・ブレデル〉）
- エイリアス（レイチェル・ギブソン〈レイチェル・ニコルズ〉）
- スーパーマン&ロイス（ロイス・レイン〈ビッツィー・トゥロック〉
- ミス・マープル3 無実はさいなむ（ヘスター）
- ミス・マープル6 グリーンショウ氏の阿房宮（ルイザ・オクスリー〈キンバリー・ニクソン〉）
- ミディアム5 霊能者アリソン・デュボア（ブルック・ホイト）
- 名探偵ポワロ 死との約束（ジニー・ポイントン）
- Loving you（チン・ダレ）